# 前島誠
前島 誠（まえじま まこと、1933年12月25日 - 2019年12月9日）は、キリスト教・ユダヤ教学者、元玉川大学教授。
東京出身。上智大学文学部哲学科卒、同大学院神学研究科修了。東京カトリック大司教区付司祭を5年務め、1965年1月玉川学園講師、玉川大学文学部教育学科助教授、教授。1999年退任。専攻は、西洋哲学・神学。

## 著書
- 『旧約聖書物語』佐藤和男絵 玉川大学出版部 玉川こども図書館 1974
- 『よげんしゃエリヤ』滝原章助絵 女子パウロ会 1979
- 『うしろ姿のイエス』玉川大学出版部 1981
- 『自分のために生きる ユダヤ流非常識のすすめ』ダイヤモンド社 1985　『ユダヤ人最高の知恵』三笠書房 知的生きかた文庫
- 『ワンポイント聖書』女子パウロ会 1986
- 『自分をひろげる生き方 ユダヤ流「振り子発想」のすすめ』ダイヤモンド社 1987
- 『荒れ野に立つイエス ユダヤ流知恵の人生』世界日報社 1994　『ユダヤに学ぶ生きるヒント』三笠書房 知的生きかた文庫
- 『ユダヤ流逆転の発想』三笠書房 知的生きかた文庫 1994
- 『ユダヤ流・人生法則生きたいように生きられる!』三笠書房 1994
- 『聖書のことば』春秋社 2001　『ポケット聖書の教え』中経の文庫
- 『ナザレ派のイエス』春秋社 2001
- 『ユダヤ人最高の知恵』三笠書房 2003　『ユダヤ賢者の教え』知的生きかた文庫
- 『ユダヤ人「頭の壁」を破る法』三笠書房 2004
- 『不在の神は〈風〉の中に』春秋社 2005

共著
- 『癒やしは沈黙の中に』重兼芳子共著 春秋社 1990

監修
- 『総図解よくわかる聖書とキリスト教』監修 新人物往来社 2011

## 論文
- <前島誠